# PZL I-22 Iryda
El PZL I-22 Iryda, variantes PZL M93 Iryda y PZL M96 Iryda, era un avión jet, biplaza de origen polaco, utilizado principalmente para entrenamiento militar.

## Desarrollo
El PZL I-22 Iryda es un avión de entrenamiento, diseñado por la empresa PZL de Polonia. Su primer vuelo fue el 3 de marzo de 1985. El I-22 fue construido para reemplazar al PZL TS-11 Iskra, el cual, es el principal Avión de entrenamiento de la Fuerza Aérea Polaca. Esta aeronave comparte características similares con el Dassault/Dornier Alpha Jet y también es utilizada en misiones de reconocimiento y apoyo aéreo cercano.

## Operadores
Polonia
- Fuerza Aérea Polaca: Esta operó ocho aeronaves desde 1992 hasta 1996.

## Especificaciones(M93k)

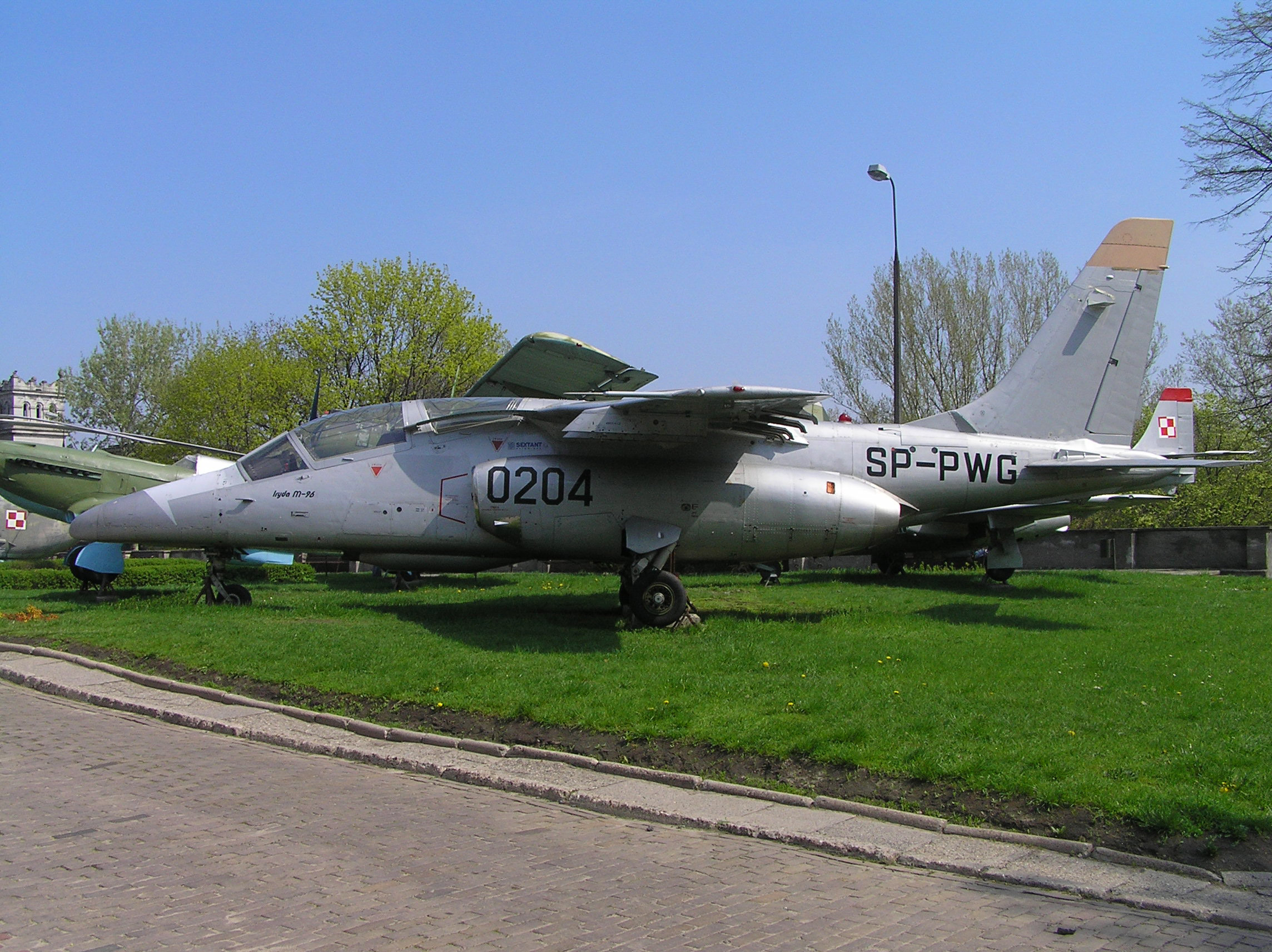
PZL I-22 Iryda.

Referencia datos: Especificaciones tomadas de Instytut Lotnictwa

### Características generales
- Tripulación: 2
- Longitud: 13,2 m (43,4 ft)
- Envergadura: 9,6 m (31,5 ft)
- Altura: 4,3 m (14,1 ft)
- Superficie alar: 19,9 m² (214,4 ft²)
- Peso cargado: 6900 kg (15 207,6 lb)
- Peso máximo al despegue: 7500 kg (16 530 lb)
- Planta motriz: 2× Turborreactor PZL K-15.
  - Empuje normal: 14,7 kN (1499 kgf; 3305 lbf) de empuje cada uno.

### Rendimiento
- Velocidad máxima operativa (Vno): 840 km/h (522 MPH; 454 kt) a 5.000 metros.
- Alcance: 1200 km (648 nmi; 746 mi)
- Radio de acción: 420 m (1378 ft) con carga completa
- Techo de vuelo: 11 000 m (36 089 ft)
- Régimen de ascenso: 41 m/s (8071 ft/min)
- Empuje/peso: 0.4

### Armamento
- Cañones: 1× cañón GSH-23L de 23 mm
- Puntos de anclaje: 4 con una capacidad de 1200 kg, para cargar una combinación de:

### Aeronaves similares
- Hongdu JL-8
- Aero L-39 Albatros.
- Nanchang Q-5.
- CASA C-101 Aviojet.
- Aermacchi MB-339
- AMX International AMX
- Kawasaki T-4.
- BAE Hawk.
- Soko G-4 Super Galeb.
- Dassault/Dornier Alpha Jet.
- I.A. 63 Pampa
- Mikoyan MiG-AT
- IAR 99